# Randia ferox
Randia ferox là một loài thực vật có hoa trong họ Thiến thảo. Loài này được (Cham. & Schltdl.) DC. miêu tả khoa học đầu tiên năm 1830.